# 豊田果歩
豊田 果歩（とよだ かほ、旧芸名：かの 夏帆（かの かほ）1988年9月25日 - ）は、日本の元タレント、グラビアアイドル。

## 来歴
2003年、スカウトをきっかけにデビュー。
2005年、モバイルプロジェクト・アワード2005にて「モバイルビジュアルクイーン」を受賞。同年には週刊ヤングジャンプ「制コレ2005」のファイナリストとなるが、受賞はならなかった。
2008年、光文社発行の雑誌「FLASH」主催のオーディション『ミスFLASH2008』で審査員特別賞を受賞する。
2011年2月、アップヒル・エンタテインメントから株式会社ビーエムアイへ移籍し、豊田果歩に改名。4人組アイドルユニット『SweetKiss』のメンバーとしても活動したが、2012年12月に脱退したのを機にタレント活動を停止した。

## 人物
- 特技はアルトサックス。
- 趣味はお菓子作り、ダーツ、ピアノ演奏
- 愛犬の名はポッキー。
- 好きな食べ物は、もつ鍋。
- 嫌いな食べ物は、なす、ねぎ、ピーマン。

## 出演

### テレビドラマ
- 美味學院（2007年4月〜、テレビ東京）生徒役
- 東京ゴーストトリップ（2008年4月〜、TOKYO MX）ミハル役
- ここはグリーン・ウッド（2008年7月〜、TOKYO MX）川澄由子役
- はねるのトびら「オクテだらけの大運動会」(2008年10月22日)オクテ芸人たちのチアガールとして。

### バラエティ
- 大進撃放送BONZO!（2006年1〜3月、TOKYO MX）レギュラー
- 加藤夏希のトレンドアイズ（2008年4月〜2009年3月、BS日テレ）準レギュラー
- 嬢識〜知りたGirly〜（2009年6月〜2009年7月、テレビ朝日）レギュラー
- 日テレジェニックの穴（2009年8月22日、9月5日[注釈 1]、日本テレビ）ミスFLASH選抜の一員として

### グラビア
- グラビアの美少女（MONDO21）

### CM
- NTT東日本「ぷらら」フレッツ光キャンペーン（2005年）
- エースコック「スープはるさめ」（2008年）
- グリーンハウス パソコン周辺機器総合カタログのイメージキャラクター（2009年）

### 映画
- Re:Play-Girls リプレイガールズ（2010年公開）大原カホ 役

### ラジオ
- ASIAN美少女FILE（USEN）
- 村山ひとしのキャラリンッぱ!（かつしかFM）
- sweet kissのキッスパラダイス（エフエム富士）

### DVD
- ミスFLASH2008 かの夏帆 （2008年8月、イーネット・フロンティア）
- 本日は晴天なり (2009年3月、イーネット・フロンティア)
- 本気萌え　グラドルビーチバレー　激闘篇 (2009年4月、エスピーオー)
- カホ・かの夏帆 (2009年10月、オルスタックピクチャーズ)

### 舞台
- 幕末エンジェル（2008年11月27日-30日、野方区民ホール）
- 櫻の園（2009年4月23日-29日、青山円形劇場）
- もしかも！（2010年11月5日-8日、新宿シアターブラッツ）- 界統律子 役
- 朗読劇「マシーナリー*マテリアル」（2011年2月24日-27日、シアターKASSAI）- リカ 役（ダブルキャスト、星組）[3]
- 不思議な町の王子様（2012年2月8日-12日、シアターサンモール） - 三芝百合子 役